# Gudeodiscus
Gudeodiscus is een geslacht van weekdieren uit de klasse van de Gastropoda (slakken).

## Soorten
- Gudeodiscus anceyi (Gude, 1901)
- Gudeodiscus cyrtochilus (Gude, 1909)
- Gudeodiscus dautzenbergi (Gude, 1901)
- Gudeodiscus emigrans (Möllendorff, 1901)
- Gudeodiscus eroessi Páll-Gergely & Hunyadi, 2013
- Gudeodiscus fischeri (Gude, 1901)
- Gudeodiscus francoisi (H. Fischer, 1898)
- Gudeodiscus giardi (H. Fischer, 1898)
- Gudeodiscus hemmeni Páll-Gergely & Hunyadi, 2015
- Gudeodiscus infralevis (Gude, 1908)
- Gudeodiscus longiplica Páll-Gergely & Asami, 2016
- Gudeodiscus messageri (Gude, 1909)
- Gudeodiscus phlyarius (Mabille, 1887)
- Gudeodiscus suprafilaris (Gude, 1908)
- Gudeodiscus villedaryi (Ancey, 1888)